# 王蘭佩
王蘭佩（1774年—1833年），直隸省天津府天津縣（天津市）人。舉人，寧化、晉江縣知縣，鹿港廳同知。

## 生平
- 1795年，中式舉人[3]。
- 1808年，出仕寧化縣知縣[4]。
- 1823年，出仕晉江縣知縣。
- 1827年，出仕晉江縣知縣。
- 1828年，出仕鹿港廳同知[5]。
- 1830年，出仕鹿港廳同知。
- 1831年，撰寫「重修龍山寺記」[6]。
- 1832年，撰寫「沙轆牛埔示禁記」。
- 1833年，撰寫「重捐敬義園記」。